# Ботанічна (заказник)
Ботані́чна — лісовий заказник місцевого значення в Україні. Розташований на території Звягельського району Житомирської області, на північний захід від села Дідовичі. 
Площа — 0,6 га. Статус отриманий у 1967 році. Перебуває у віданні ДП «Новоград-Волинське ДЛМГ» (Піщівське лісництво, кв. 96, вид. 11). 
Статус присвоєно для збереження ділянки лісу з цінними насадженнями модрини.